# Nuclear Valdez
Nuclear Valdez ist eine US-amerikanische Rockband aus Miami, Florida.
Alle Mitglieder der Band sind (Hispanics) und wurden außerhalb der USA geboren. Diaz, Barcal und LeMont sind kubanischer Herkunft.

## Geschichte
Die Rockband wurde 1985 in Miami, Florida durch den Sänger und Gitarristen Froilan Sossa und den Bassisten Juan Diaz gegründet. Sie hatten einige kleine Auftritte und bewegten sich eher im Untergrund, als sie auf Gitarrist Jorge Barcala und Schlagzeuger Robert Slade LeMont trafen und das Line-up komplettierten.
Der Name der Band bezieht sich auf einen Arbeitskollegen von Diaz, der ein "explosives" Gemüt hatte.
Ende der 1980er Jahre unterschrieb die Band einen Plattenvertrag bei Epic Records und veröffentlichte ihr erstes Album mit dem Namen I Am I im Juli 1989.
"I Am I's" politische Texte brachten die Band schnell mit sozial engagierten Rockbands wie The Alarm in Verbindung, mit denen sie bald gemeinsam auftraten. Dies geschah beispielsweise bei einer sehr frühen Episode von MTV Unplugged.
Die Lead-Single des Albums, "Summer", welche die kubanische Revolution (1953 bis 1959) zum Inhalt hat, wurde oft auf MTV gespielt, erreichte aber keine Chartplatzierung. Ihr 1991er Nachfolgealbum Dream Another Dream war in seiner Struktur wesentlich komplizierter und beschäftigte sich vor allem mit den lateinischen Wurzeln der Bandmitglieder. Dieser Stilwechsel kam bei den amerikanischen Fans nicht besonders gut an, sodass sich Nuclear Valdez zu einer ausgedehnten Pause entschieden, in der sie die Band ruhen ließen.
Ende der 1990er Jahre begannen sie wieder zusammenzuarbeiten und an neuen Songs zu schreiben. 2000 dann übernahm Dan Ceratelli die Position von Jorge Barcala als Gitarrist und sie nahmen die neuen Stücke auf, welche dann 2002 auf dem Indie-Label One Way Records als In a Minute All Could Change veröffentlicht wurden.

## Trivia
- Der Song "Dance Where the Bullets Fly" vom zweiten Album Dream Another Dream wurde für ein Staffelfinale von Melrose Place verwendet.

## Diskografie
- 1998 I Am I (Album, Epic/CBS Records) Inklusive Hitsingle "Summer"
- 1992 Dream Another Dream (Album bei Epic)
- 2000 In a Minute All Could Change (Album bei One Way Records, kleines Indy-Label)[5]